# Haglocke
Haglocke (Oligolophus hanseni) är en spindeldjursart. Haglocke ingår i släktet Oligolophus, och familjen långbenslockar. Arten är reproducerande i Sverige.